# Природа людини (фільм, 2001)
«Природа людини» або «Звірина натура» (англ. Human Nature) — американська комедійна драма 2001 року, написана Чарлі Кауфманом і знята Мішелем Гондрі в його режисерському дебюті. У фільмі зіграли Тім Роббінс, Патриція Аркетт, Ріс Іванс, Міранда Отто та Розі Перес. У центрі сюжету — троє людей: письменниця із гіпертрихозом, чоловік, якого виростили серед мавп далеко від цивілізації, та психолог, який намагається перетворити мавполюдину на цивілізованого члена суспільства, приборкавши його тваринні інстинкти. Фільм провалився в прокаті та отримав змішані відгуки критиків.

## Сюжет
Троє героїв розповідають про події зі своїх переплетених життів. Пафф, чоловік, вирощений серед мавп у дикій природі, дає свідчення перед Конгресом. Письменниця Лайла Джут дає показання поліції після свого арешту. А покійний психолог Нейтан Бронфман звертається до невидимої аудиторії у потойбіччі. Їхні історії розгортаються через флешбеки.
Лайла — жінка з рідкісним гормональним розладом, через який усе її тіло вкрито густим волоссям. У свої 20 років, після короткої роботи у фрік-шоу, вона вирішує залишити суспільство та жити на природі, де може вільно приймати свою сутність. Вона пише успішну книгу про своє життя в лісі — дикого, щасливого й гармонійного з природою. Однак у 30 років сильне сексуальне бажання змушує її повернутися до цивілізації й видалити волосся, аби знайти партнера.
Партнером Лайли стає доктор Нейтан Бронфман, психолог, який досліджує можливість навчання мишей манер етикету за столом. Одного дня під час прогулянки лісом Лайла бачить голого чоловіка, який поводиться, як мавпа, і все життя живе, як дика тварина. Лайла скидає одяг і женеться за ним, доки той не опиняється загнаним на гілку дерева. Чоловік падає з гілки й непритомніє.
Його приносять у лабораторію Нейтана, і він отримує ім'я Пафф — на честь собаки Габріель, французької асистентки Нейтана, яку, як з'ясовується під час телефонної розмови з невідомим, насправді звуть Габріел, і вона є американкою з підробленим французьким акцентом. Спершу за допомогою Габріель, а пізніше з допомогою Лайли, Нейтан проводить із Паффом тренування з умовного підкріплення, прищеплюючи йому елементи етикету та високої культури. Однак, незважаючи на зусилля, Пафф все ще важко контролює свої сексуальні пориви.
Щоб продемонструвати свій успіх, Нейтан вирушає з Паффом у турне. Однак Пафф потайки багато п'є й відвідує повій. Тим часом стосунки Нейтана та Лайли псуються, і його зваблює підступна Габріель. Зрештою, Лайла вирішує забрати Паффа назад у ліс, щоб відучити його від манер і повернути до природного стану.
Лайла та Пафф живуть разом голими у лісі, доки їх не знаходить Нейтан. Під час конфронтації Пафф вбиває його. Лайла бере на себе вину за вбивство й здається поліції, просячи Паффа виступити зі свідченнями про недоліки людства перед тим, як повернутися додому в ліс. Після короткої зустрічі зі своєю біологічною матір'ю Пафф, здавалося б, повертається до лісу.
Однак, коли журналісти та глядачі розходяться, він знову виходить із лісу й сідає в машину з Габріель (яка все ще говорить із французьким акцентом). Вони їдуть у місто поїсти, а Пафф задумливо оглядається на ліс.
Фінал натякає на якусь невідомо змовницьку співпрацю між ними, залишаючи під сумнівом багато подій, що відбулися раніше.
У кінці фільму є два філософські уривки, які читаються під час титрів. Перший — це уривок Вільяма Оккама з Opera Theologica, в якому той пояснює свою теорію інтуїтивного пізнання:
|  | Інтуїтивне пізнання полягає в тому, що, коли сприймаються деякі речі, одна з яких властива іншій, або одна просторово віддалена від іншої, або існує у певному відношенні до іншої, то в силу цього непропозиційного пізнання одразу стає відомо, чи властива одна річ іншій, чи ні, чи є вона просторово віддаленою, чи ні, а також те саме стосується інших істинних контингентних тверджень, якщо це пізнання не спотворене або немає жодних перешкод. |

Другий — це уривок з Novum Organum Френсіса Бекона, в якому Бекон обговорює індуктивізм:
|  | Установлюючи аксіоми за допомогою такого роду індукції, ми також повинні дослідити й перевірити, чи аксіома, створена таким чином, охоплює лише ті часткові випадки, з яких вона була виведена, чи має ширше й загальніше застосування. І якщо вона є ширшою, ми маємо спостерігати, чи, вказуючи на нові часткові випадки, вона забезпечує цю широту та загальність як свого роду додаткову гарантію. Це необхідно для того, щоб ми не застрягали у вже відомому й не хапалися за тіні й абстрактні форми, замість твердих і реальних речей, вкорінених у матерії. |

## Акторський склад
- Патриція Аркетт — Лайла Джут, письменниця з гіпертрихозом.
  - Гіларі Дафф — юна Лайла Джут
- Тім Роббінс — Нейтан Бронфман, психолог.
  - Чейз Маккензі Бебак — юний Нейтан Бронфман
- Ріс Іфанс — Пафф, чоловік, якого виростили серед мавп.
  - Боббі Пайл — юний Пафф
- Розі Перез — Луїза, подруга Ліли, яка спеціалізується на електрології.
- Міранда Отто — Габріель, помічниця Нейтана, яка розмовляє з французьким акцентом.
- Пітер Дінклейдж — Френк
- Роберт Форстер — містер Бронфман
- Мері Кей Плейс — місіс Бронфман
- Тобі Хасс — батько Паффа
- Ненсі Ленехан — мати Паффа
- Мігель Сандовал — Венделл, терапевт.

## Виробництво
Стівен Содерберг вперше зацікавився постановкою сценарію Чарлі Кауфмана наприкінці 1996 року, коли Кауфман ще намагався отримати продюсерство «Бути Джоном Малковичем». Содерберг розглядав кандидатури Девіда Хайда Пірса на роль Натана Бронфмана, Кріса Каттана на роль Паффа (ймовірно, через його персонажа містера Піперса в Saturday Night Live) і Марісу Томей у ролі Лайли Джут. Він збирався розпочати пре-продакшн, коли йому запропонували «Поза полем зору», і після довгих роздумів він залишив проєкт.

## Випуск
Він був показаний поза конкурсом на 54-му Каннському міжнародному кінофестивалі.